# Місто (роман Підмогильного)
«Місто» — урбаністичний роман українського письменника Валер'яна Підмогильного, опублікований 1928 року.
Валер'ян Підмогильний створив модерний роман, в якому, на відміну від традиційної селянської і соціальної тематики, акцент перенесений на урбаністичну проблематику, порушені філософські питання буття й аналізована психіка героїв, а конфлікт розгортається між людьми з різними світоглядами. «Місто» — перший урбаністичний роман в українській літературі, з новими героями, проблематикою та манерою оповіді.

## Історія написання
У романі «Місто» Валер'ян Підмогильний описав селянську українську молодь, яка на початку 1920-х років тисячами потягнулась у міста, щоб завоювати і зробити своїм українське місто, влити в нього свіжу селянську кров, зліквідувати антагонізм між українським містом і селом. Автор показав бажання молодих селян «вийти в люди», здобуваючи колись недосяжну науку.
Твір не був подібний до традиційної народницької прози XIX ст., бо автор орієнтувався на європейський роман 19-початку 20 століття, засвоївши традицію романістики Оноре де Бальзака, Гі де Мопассана, Анатоля Франса, Джека Лондона, а також вітчизняну — Агатангела Кримського, Володимира Винниченка.

## Епіграфи до роману
- «Шість прикмет має людина: трьома подібна на тварину, а трьома на янгола: як тварина — людина їсть та п'є; як тварина — множиться і як тварина — викидає; як янгол — вона має розум, як янгол — ходить просто і як янгол — священною мовою розмовляє». (Талмуд. Трактат Авот)
- «Як можна бути вільним, Евкріте, коли маєш тіло?» (А. Франс. Таїс)

## Сюжет

### І частина
Степан Радченко разом з односельцями Надійкою і Левком дісталися Дніпром до Києва на навчання. Степан оселився на Подолі, у дядькового знайомого крамаря Гнідого. Спочатку він жив у столярній майстерні поряд з коровами, спав на верстаті, їв черствий хліб із салом. Степан пішов до інституту, але треба було ще пройти приймальну комісію, намагався влаштуватися на роботу, проте його ніхто ніде не чекав, незважаючи на заслуги перед революцією.
Він навідався до Левка, потім до Надійки, яка все більше йому подобалася. І ось нарешті Радченко склав іспити — і став студентом. Господар Гнідий запропонував Степанові перебратися жити в будинок, на кухню, але за це він має допомагати по господарству. У Надійки на квартирі збиралося товариство. Один з юнаків запропонував відвідати літературну вечірку. Степан із заздрістю слухав майстерне читання творів молодих і вже відомих письменників, а також оплески, якими обдаровувала митців вдячна аудиторія. Радченко вирішив написати оповідання про свою бритву, якою як полонений повстанець викупився у черкеса з денікінського полону, а потім повернув її собі, бо того солдата було вбито. «Долю своєї бритви він підніс до історії громадянської війни, зробив її символом виборюваної влади». Підписав свій твір більш благородним ім'ям «Стефан Радченко».
Він поніс оповідання відомому літературному критику Світозарову, але той навіть не захотів з ним розмовляти. Знищений і принижений, він пішов до Надійки. Гуляючи в парку, зґвалтував її. Степан сказав, що йде від неї назавжди. Уночі до Степана почала приходити дружина Гнідого, Тамара Василівна.
Коли її син Максим дізнався про таємні нічні зустрічі матері з квартирантом, то вчинив бійку зі Степаном і покинув дім. Радченко мав успіхи в навчанні. Професор, який приймав іспит з української мови, був здивований глибокими знаннями хлопця, а коли дізнався про те, що він живе в матеріальній скруті, порадив читати лекції з української мови на курсах для держслужбовців. Так Степан і зробив.
Заробивши грошей, хлопець купив новий одяг і переїхав до кімнати знайомого Бориса. На курсах Степан познайомився з поетом Вигорським, якого слухав на літвечірці, вони потоваришували.

### II частина
Хоч Степан і позбувся злиднів, проте й далі жив скромно. Його твори почали друкувати в журналах, хлопець був на десятому небі. Він познайомився з городянкою Зоською, коли купував лотерею. Степан все більше захоплюється Зоською, передусім її непередбачуваністю й невгамовністю. Він дарує їй цукерки й квіти, водить до театру й кіно. Радченко відвідує редакцію журналу, бере участь у літературних дискусіях. Покидає університет і більше читає лекцій української на курсах.
Приходить звістка, що збірку оповідань Степана опублікують і йому належить отримати гонорар у 350 карбованців. Якось хлопець зустрів земляка Бориса, той розповів йому, що одружується. Радченко за описом упізнав Надійку, і йому стало прикро: «Гидким злочином уявлялося йому обернути блакитнооку Надійку в куховарку, прибиральницю, в охоронця пісного добробуту молодого міщанина». Вийшла друком збірка оповідань Стефана Радченка.
Згодом його обирають на посаду секретаря журналу — і він з головою поринає в роботу. Степанові захотілося затишнішої квартири, тим паче його доходи це дозволяли. Коли Радченка обрали до культкомісії місцевкому, йому все важче стало знаходити час для зустрічей із Зоською. Якось у пориві почуттів, коли вони зустрілися на квартирі у подруги, Степан запропонував Зосьці вийти за нього заміж. Та погодилася. Удома уявив, що хтось постійно буде зазіхати на його час, увагу, думки, що романтика перетвориться на прозу, дитяче вередування й сварки. Почав картати себе за дурість і вирішив порвати із Зоською. На вечірці в подруги він прямо сказав їй про це, але не пішов, а став одверто й зухвало залицятися до інших жінок, познайомився з красунею, актрисою з Харкова Ритою, що приїхала до батьків.
У Степана зародилася думка написати великий твір про людей. Він уже уявляв собі той твір, бачив його струнку будову, чув голоси людей. Сів, із легкістю написав перший розділ. Але далі, скільки себе не змушував, нічого не виходило. Не писалося. Молодого автора охопив розпач. Минали дні за днями, а справа не рухалася. Степанові захотілося побачити Зоську, перепросити її, помиритися з нею, Коли він пішов до дівчини, то сусідка сказала, що Зоська отруїлася й померла. Хлопця охопив жах.
Прийшов комісіонер і повідомив, що знайшов для Степана квартиру таку, як той хотів. Степан хотів відмовитися, але потім пішов абикуди, аби не сам. Кімната в семиповерховому будинку з ліфтом виявилася чудовою. Молодий письменник переїхав туди, обставив меблями, як хотів, але все там здавалося йому чужим. Нудьга його не кидала. Якось зустрів односельця Левка. Той вивчився і тепер їхав працювати на Херсонщину, говорячи, що тут, у місті, йому все чуже — і люди, і життя! Згадав про степ. Радченкові теж пригадалися степ і село, і він вирішив, що і йому треба їхати звідси.
Потім захотів розшукати Надійку, побачитися з нею. Пригадав адресу, яку казав йому Борис, і пішов. Надійку він ледь упізнав. Це була жінка, що розмовляла з ним «прикро, певно, погордо», її розповніла фігура вказувала на те, що Надійка чекала дитину. З тяжким серцем і гнівом Степан вийшов із дому, питаючи себе, навіщо він приходив сюди, до цієї міщанки. Потім заспокоївся, пішов по вулиці. І раптом зустрів свою знайому, красуню Риту. Йому здалося це щастям і розрадою. Коли розсталися, пообіцявши один одному зустрітися завтра, юнак побіг по сходах, не чекаючи ліфта, у квартиру, відчинив вікно й послав містові, що прослалося внизу, свій поцілунок. Сів за стіл і став писати свою повість про людей.

## Особливості сюжетної лінії
Розповідь подана через історію душі Степана Радченка — енергійного сільського юнака, який приїздить до Києва, вступає до економічного вишу й сподівається повернутися з новими знаннями на село. Вперше Київ відкривається йому з Дніпра як своєрідний «пуп землі». Роман починається реченням: «Здавалось, далі пливти нема куди».
Під Степановими ногами — ще жодного ґрунту у столиці. Але з плином часу відбувається поступове просторове завоювання міста. Зійшовши на берег, Степан оселяється в передмісті, де життя мало чим відрізняється від сільського: йому сусідять корови господарів. Згодом він пересувається все ближче до центру, винаймає окреме помешкання, а наприкінці твору споглядає місто «згори» поглядом володаря: «Воно покірно лежало внизу хвилястими брилами скель, позначене вогняними крапками, і простягало йому з пітьми горбів гострі кам'яні пальці».
Спочатку Київ був для Степана лише мрією, великою, але майже невизначеною: «Київ! Це те велике місто, куди він іде учитись і жити. Це те нове, що він мусить у нього ввійти, щоб осягнути свою здавна викохувану мрію». Місто чуже й вороже. Степан намагається вирватися на Дніпро, але навіть вода тут слизька і відразна. Його тішить однак, кволість міських мешканців і його класова непричетність до них: «От вони, ці горожані. Все це — старий порох, що треба стерти. І він до нього покликаний».
Перехід у пролетарі міста супроводжується також перевдяганнями. На початку твору секретар лекторського бюро радить Радченкові змінити одяг: «Всі лиха українців в тім, що вони кепсько одягаються». Перед крамницею з модним і дорогим одягом Степана не полишає переконання у те, що варто йому лише змінити свій вигляд — і він зможе створити щось надзвичайне. Переселяючись до нового помешкання, Степан спалює своє старе вбрання і викидає на смітник чоботи.
Протягом твору ми спостерігаємо, як Степан піднімається щаблями міського життя. Саме в Києві юнака захоплює література, він починає писати, стає відомим письменником і залишає навчання. Він був певен, що вирушає «завойовувати» місто, що місту потрібна «свіжа кров села», яка змінить «його вигляд і істоту. А він — один із цієї зміни, якій за долею призначено перемогти». Але, вгрузаючи поступово в нове життя, стає його апологетом (захисником), і думки про повернення остаточно зникають.
Підмогильний не ставить собі за мету зробити документальний опис письменницького середовища, він показує народження Автора, його успіхи і невдачі, його мандри різними світами роману. Степан переходить через світ студентства, так і не закінчивши вищої освіти, зазирає до робітничого середовища друкарні. Солідний уривок часу довелося йому витратити на життя у світі міської богеми — театральної публіки, тих, хто вечорами виходить на прогулянки та блукає вулицями й вуличками міста, переважно тільки тому, що насправді не має власного затишного куточка. Письменник показує «засідателів» видавництв, гральних залів та дешевих підвальчиків. Нарешті, він заводить свого героя й читача у ще один світ — помешкання типової міської сім'ї, зразкових міщан Бориса Вікторовича (колишнього доброго знайомого) та Надії Семенівни (першого Степанового кохання).
Наприкінці роману Підмогильний «змушує» Степана Радченка ще раз обійти знайомі йому місця: щось залишилося незмінним, щось стало зовсім іншим, можливо, саме через Степанове втручання. Але відбувши такі «оглядини», Степан остаточно переконується, що все це для нього чуже, далеке або й ненависне. Якщо він і любить своє минуле, то не за те, що воно було, а саме за те, що воно минуло.
Підмогильний розповів про перше Степанове оповідання «Бритва», про піднесення і занепади творчості, про довгі й важкі пошуки тем і натхнення. Він показав, як народився Автор — і навіть отримав нове хрещення, обравши псевдонім. Той, хто був Степаном, став Стефаном. Письменник залишає свого героя тоді, коли той сідає писати твір власного життя…
Останнє речення роману закінчується там, де має розпочатися повість Степана Радченка: «Тоді, в тиші лампи над столом, писав свою повість про людей».

## Персонажі
- Степан Радченко — головний герой;
- Надійка — його односелиця, перше кохання Степана;
- Левко — студент, односелець;
- Ганнуся та Нюся  — товаришки Надії;
- Лука Димитрич Гнідий — крамар (хазяїн рибної крамниці), у якого жив Степан;
- Тамара Василівна (Мусінька) — дружина крамаря, у якого жив Степан, його коханка;
- Максим — син Тамари Василівни (Мусіньки) та крамаря;
- Борис — студент, товариш Степана, у кінці твору — чоловік Надійки;
- Зоська — міська дівчина, кохана Степана;
- Рита — балерина;
- Вигорський — поет, товариш Степана. Прототипом для цього образу став письменник Євген Плужник;
- Світозаров — відомий літературний критик.

## Зоська
Перша згадка про Зощин персонаж не дає жодного опису чи розуміння того, хто перед нами — це лише жіноча фігура, яка виходить з натовпу на перший план. Наступна сцена вражає і Степана і читача ледь не свавільною зухвалістю, руйнуючи стереотип про образ молодої дівчини — потенційної коханої. Зоська має дещо незвичний вигляд і поводить себе самовпевнено. Автор, описуючи її, навіть не подає статеву характеристику: «Мале на зріст — йому якраз під пахви, худеньке, в плескуватому капелюшкові» 4. Сімона де Бовуар розмірковує на тему жіночих гендерних ролей та образів у книжці «Друга стать», серед яких згадує: «Лесбійку можна легко уявити у жорсткому фетровому капелюсі, з коротко підстриженим волоссям і краваткою» 5. Палка відмова Степанові тільки запевняє нас у такій схожості. Далі подається певне засудження такого стилю поведінки: «Крім того, вона палила й стрижена була…» 4. Її імідж нагадує ще суфражисток (від фр. suffrage — право обирати) — активістки, які боролись за право жіноцтва голосувати на виборах. Зоська теж наполягає на власне цьому праві — обирати чи ні — кидаючи на прощання зухвале «Бонжур», зникає і тим робить вибір, принаймні на сьогодні.
Де Бовуар підкреслює, що «чоловікоподібність» не завжди свідчить про гормональні порушення в організмі і, тим паче, на орієнтацію. Що є інфантильні жінки, у яких «…недостатньо виробляється жіночих гормонів і їхній розвиток лишається незавершеним. Ці фізіологічні особливості можуть прямо або побічно провокувати лесбійську спрямованість» 5. Примітно, що з самого початку персонаж Зоськи пов'язаний із топосом дитини, адже вона бере участь у лотереї (грі), на кшталт Степана, і виграє не що-небудь, а соску. Пізніше Степан подумки прокоментує це: « — А де ж соска? „…“ Мій подарунок? „…“ Доведеться купити. Та їй соска й личить» 4. Пізніші їхні стосунки висвітлюють дівчину як вельми примхливу та мінливу, що збігається із дитячим мотивом: «А дітям я давала б по цукерці. Я хотіла б бути дитиною — гарнюсіньким хлопчиком»; «Одного разу в підступі нудьги вона шпурнула через паркан у чужий двір…» 4. Ім'я Зоська, швидка хода, мініатюрна статура — атрибутика дитинства. А от сигарета є, скоріше, прикрасою суфражистки, яка виступає на захист жіночих свобод.
Стосунки розпочинаються із протистояння, яке переростає у двобій: Степан штурмує фортецю, та захист демонструє активне протистояння, заперечення моделі стосунків, де чоловік має владу над жінкою. Де Бовуар говорить про жіночі апріорні покірність і страх, які можуть легко обернутися на бунт. Подає тезу: «Однак, неправильним буде стверджувати, що дівчина-підліток робить вибір чоловікоподібного поводження, аби компенсувати брак жіночності: скоріше можливості, які пропонують їй в обмін на чоловічі переваги, яких вона має зректися, здаються їй жалюгідними» 4. Зоська поводить себе владно і прискіпливо: вона користується, ба навіть зловживає пільгою упадань, ніби перетягуючи на себе контроль стосунків, чоловічу роль. Вона випробовує Степана, проводячи свого роду обряд ініціації, чим ще раз доводить бажання керувати і мати владу, але все ж піддається — жіноче перемагає. Він оволодіває нею: «Для дівчини еротична трансцендентність полягає у згоді стати жертвою» 5.

## Оцінка критиків
Після публікації роман викликав значний інтерес у громадськості. Його обговорювали на читацьких конференціях, у пресі з'явилися рецензії літературознавців. Одні критики захоплювались твором, в якому відбилася філософія життєствердження епохи, інші тлумачили роман у дусі соціалізму, називаючи книжку «антирадянською», бо в ній не показано «змички робітників і селян».
Деякі критики вважали роман автобіографічним, головного героя ототожнювали з автором, проти чого Валер'ян Підмогильний у пресі застерігав читачів.

## Історія публікацій
Роман вперше опубліковано в Харкові 1928 року.
1929 року Книгоспілка перевидала роман, а Б. Єлисаветський переклав його російською — 1930 року роман виходить у серії «Творчество народов СССР».
Після масових репресій інтелігенції 1930-х років, під які потрапив також і Підмогильний, роман «Місто», як і інші твори письменника, був заборонений до 1989 року. Після заборон виданий в Україні 1991 року у видавництві «Наукова думка» в складі вибраного. Наклад цього видання був 70.000 примірників.
Після 1991 року неодноразово перевидавався різними українськими видавництвами. 2012 року перевиданий в Києві видавництвом «Український письменник» у збірці «Третя революція». 2015-го перевиданий у видавництві Знання. У 2017 році роман перевиданий видавництвом «Основи».

### Перелік видань
- Місто. — Вид. 2-ге. — Б. м.: Книгоспілка, 1929.
- Місто. іл. Максим Павлюк. К., Основи, 2017.
- Валер'ян Підмогильний. Місто. упоряд. і передм. Віри Агеєвої. — К.: Віхола, 2023. — 368 с. — ISBN 978-617-7060-91-0.

### Переклади
- Город. пер. Б. Елисаветский., пред. А. Лейтес. Москва-Ленинград, Госиздат, 1930. 309 с.
- Město. Přeložil Miroslav Tomek, Větrné mlýny. Brno, 2019.[5]
- Die Stadt. Übersetzt von Alexander Kratochvil, Lukas Joura, Jakob Wunderwald, Lina Zalitok. Guggolz Verlag, 2022. 416 S.[6]
- The City. Maxim Tarnawsky. Forthcoming in fall 2025. 512 pp.[7]